# Joseph Hooker

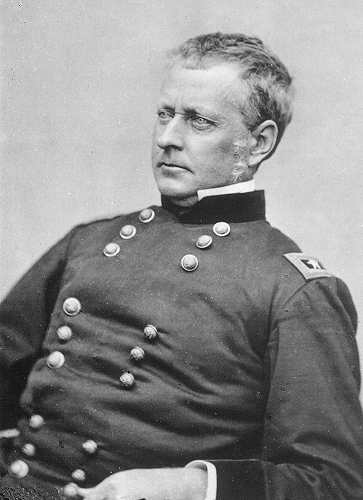
„Fighting Joe“ Hooker

Joseph Hooker (Spitzname Fighting Joe; * 13. November 1814 in Hadley, Massachusetts; † 31. Oktober 1879 in Garden City, New York) war ein Generalmajor der Unionsarmee im Amerikanischen Bürgerkrieg.

## Jugend und Militärdienst
Hooker besuchte zunächst die Schule in seiner Heimatstadt und erhielt 1834 die Zulassung zur US-Militärakademie in West Point, die er nach vier Jahren mit einem mäßigen Examen verließ. Er wurde als Leutnant der Artillerie zugeteilt und nahm zunächst am Zweiten Seminolenkrieg und später am Mexikanisch-Amerikanischen Krieg teil, in dem er den Stäben der Generale Zachary Taylor und Winfield Scott angehörte. Für seine Leistungen in diesem Krieg wurde Hooker zum Captain (Hauptmann) befördert und erhielt außerdem den Brevet-Rang eines Lieutenant Colonels (Oberstleutnant). Er machte sich jedoch bei seinem Oberbefehlshaber Scott unbeliebt, indem er zugunsten eines Offiziers aussagte, gegen den Scott ein Kriegsgerichtsverfahren eingeleitet hatte, und erwarb sich außerdem einen zweifelhaften Ruf als hartgesottener Trinker und Schürzenjäger. 1853 reichte er seinen Abschied ein und ließ sich in Sonoma in Kalifornien nieder – offiziell als Landwirt, tatsächlich aber eher als Lebemann.

## Bürgerkrieg
Nach dem Beginn des Sezessionskrieges ersuchte Hooker die Unionsregierung um ein neues Offizierspatent, wurde aber zunächst nicht berücksichtigt. Auf eigene Kosten reiste er von Kalifornien nach Washington, D.C. und bot dort Abraham Lincoln nach der Niederlage der Nordstaaten in der Ersten Schlacht am Bull Run seine Dienste an. Tatsächlich wurde er im August 1861 mit Wirkung vom 17. Mai zum Brigadegeneral des Freiwilligenheeres (Brigadier General of Volunteers) ernannt. Er befehligte zunächst eine Brigade und später eine Division im III. Korps der Potomac-Armee.
Während des von General McClellan eingeleiteten Halbinsel-Feldzuges gegen die konföderierte Hauptstadt Richmond zeichnete sich Hooker 1862 in der Schlacht von Williamsburg aus, wo er sich den Spitznamen Fighting Joe erwarb, und nahm einen Monat später an der Sieben-Tage-Schlacht teil. Ende Juli wurde er mit Wirkung vom 5. Mai zum Generalmajor befördert. In der Schlacht am Antietam am 17. September 1862 wurde Hooker als Kommandierender General des I. Korps und Befehlshaber des rechten Flügels am Fuß verwundet. Er kritisierte öffentlich McClellans Zögerlichkeit und erhielt nach dessen Ablösung durch Ambrose E. Burnside den Oberbefehl über eine der neugeschaffenen Grand Divisions (faktisch eine kleine Armee aus zwei Korps’). Außerdem wurde er als besondere Auszeichnung neun Jahre nach seinem Abschied als Hauptmann im Range eines Brigadegenerals wieder in die Regular Army aufgenommen. In der Schlacht von Fredericksburg am 13. Dezember 1862 mussten seine Truppen 14 selbstmörderische und erfolglose Angriffe auf eine nahezu uneinnehmbare feindliche Stellung durchführen, woraufhin Hooker nunmehr auch Burnside scharf kritisierte. Als sich Lincoln daraufhin im Januar 1863 zur Ablösung Burnsides entschloss, machte er Hooker zu dessen Nachfolger.
Als Oberbefehlshaber der Potomac-Armee ordnete Hooker zunächst einige dringend notwendige Reformen an, behob die bisherigen Versorgungsmängel, fasste die Kavallerie zu einer schlagkräftigen Waffe zusammen und stärkte die Moral der Soldaten. Allerdings berief er auch ihm treu ergebene Offiziere mit zweifelhaften Fähigkeiten in hohe Stellungen und verwandelte sein Hauptquartier in eine „Mischung aus Bar und Bordell“ (so ein ihm feindlich gesinnter Augenzeuge). Im April überquerte Hooker mit seiner Armee den Rappahannock und eröffnete einen neuen Feldzug gegen Robert E. Lees zahlenmäßig weit unterlegene Army of Northern Virginia. Mitten in der Schlacht bei Chancellorsville verlor Hooker jedoch die Nerven, ließ sich durch Lees unerwartete Aggressivität und einen brillanten Flankenangriff „Stonewall“ Jacksons in die Defensive drängen und ordnete schließlich einen überstürzten Rückzug an. Als Lee nun seinerseits mit einem Vorstoß über den Potomac nach Norden antwortete und sogar Washington bedrohte, entzog Lincoln Hooker das Kommando und ersetzte ihn am 28. Juni durch George Gordon Meade.
Nach der Niederlage der Nordstaaten in der Schlacht am Chickamauga im September 1863 erhielt Hooker den Oberbefehl über zwei Korps der Potomac-Armee und wurde mit ihnen nach Tennessee entsandt. Während der Kämpfe um das belagerte Chattanooga gelang ihm am 24. November 1863 in der sogenannten „Schlacht über den Wolken“ die Erstürmung des Lookout Mountain, eines weithin bekannten und strategisch wichtigen Aussichtspunktes. Die Truppen unter Hookers Kommando wurden Anfang 1864 zum XX. Korps zusammengefasst, an dessen Spitze er an Shermans Atlanta-Feldzug teilnahm. Als Sherman jedoch nach dem Tode von General James B. McPherson nicht Hooker, sondern den rangjüngeren Oliver Otis Howard zu dessen Nachfolger als Oberbefehlshaber der Tennessee-Armee ernannte, bat Hooker Ende Juli um seine Ablösung. Vom 1. Oktober 1864 bis zum Kriegsende befehligte er den aus einigen Staaten des östlichen Mittelwestens bestehenden Wehrbereich Nord (Northern Department) mit Sitz in Cincinnati.

## Nachkriegszeit
Nach Kriegsende übernahm Hooker zunächst das Kommando über den die Neuenglandstaaten und den Staat New York umfassenden Wehrbereich Ost (Department of the East). Allerdings hatte sich sein ausschweifender Lebenswandel nachteilig auf seine Gesundheit ausgewirkt, und bereits Ende 1865 erlitt er einen Schlaganfall. Aufgrund seines schlechten Gesundheitszustandes ließ er sich schließlich 1868 vorzeitig in den Ruhestand versetzen. Joseph Hooker starb am 31. Oktober 1879 in Garden City auf Long Island. Er ist auf dem Spring Grove Cemetery in Cincinnati, Ohio, beerdigt.

## Sonstiges
- Eine Reiterstatue  General Hookers vor dem Massachusetts State House in Boston erinnert an ihn.
- Hooker County in Nebraska  ist nach ihm benannt.
- Der in den USA gebräuchliche Begriff Hooker als Synonym für „Hure“ wird manchmal fälschlicherweise auf den Namen von General Joseph Hooker zurückgeführt, da dieser während des Bürgerkrieges häufig Prostituierte in seinem Hauptquartier beherbergt haben soll. Tatsächlich wurde dieser Begriff aber bereits 1845 in der Presse verwendet, als Hooker noch völlig unbekannt war. Denkbar ist jedoch, dass durch Hookers spätere Bekanntheit und sein Lebenswandel gerade diese Legende zur Verbreitung der Bezeichnung beigetragen hat.[2]